# Tygarrup triporus
Tygarrup triporus är en mångfotingart som beskrevs av Titova 1983. Tygarrup triporus ingår i släktet Tygarrup och familjen storhuvudjordkrypare.
Artens utbredningsområde är Kambodja. Inga underarter finns listade i Catalogue of Life.